# Konrad Pustoła
Konrad Pustoła (ur. 1976 w Warszawie, zm. 14 października 2015) – polski fotograf i działacz społeczny.

## Życiorys

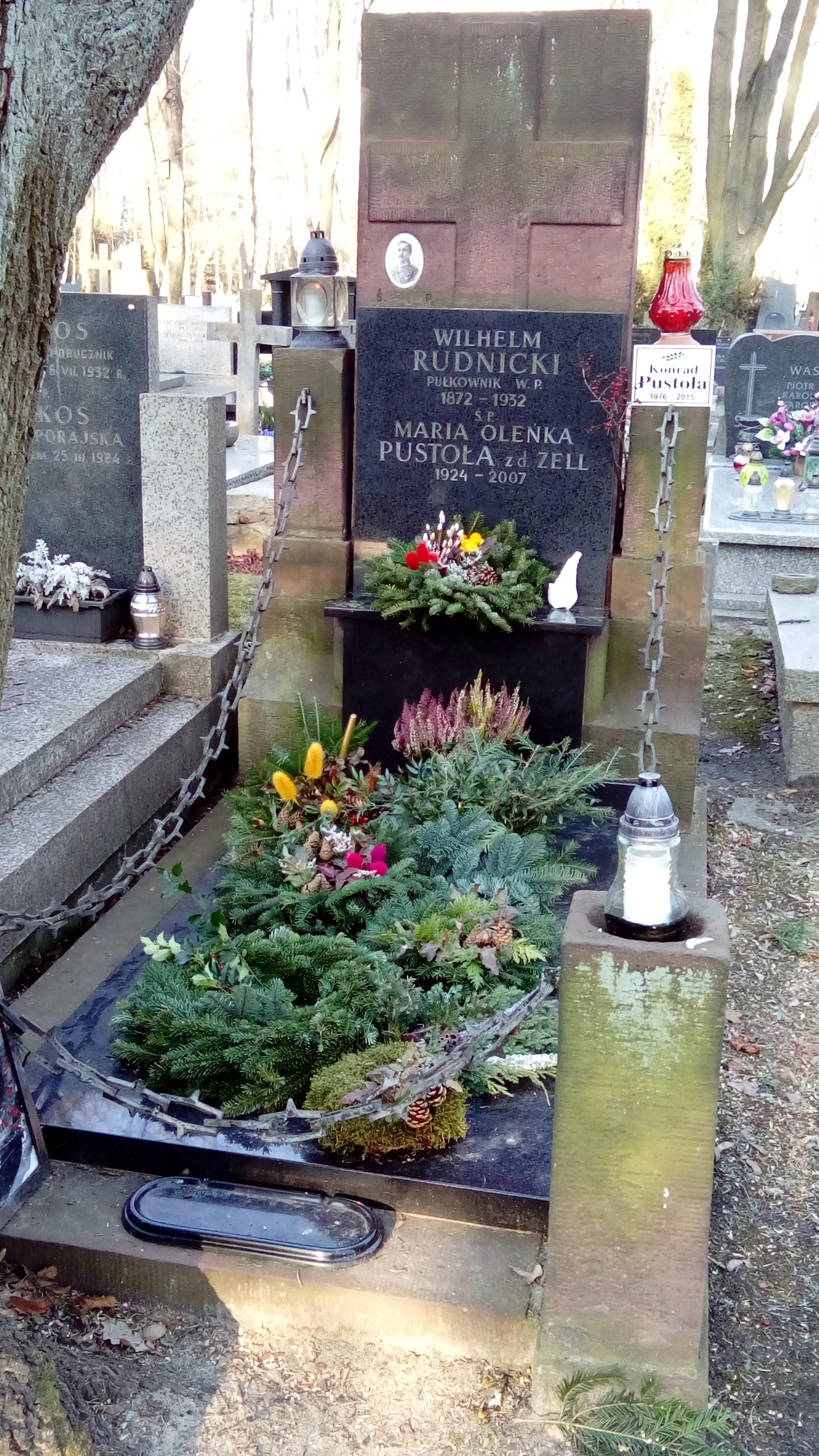
Grób Konrada Pustoły na Cmentarzu Wojskowym na Powązkach

Zaczął fotografować w 1993, czasie nauki w liceum w Stanach Zjednoczonych. W latach 1997–1998 uczestniczył w warsztatach fotograficznych prowadzonych przez nestora fotografii Juliusza Sokołowskiego w Instytucie Kultury Polskiej Uniwersytetu Warszawskiego. W latach 2000–2002 należał do zespołu tworzącego dział fotografii w portalu internetowym Latarnik. W 2001 roku został laureatem I Nagrody w Konkursie Polskiej Fotografii Prasowej. W 2003 ukończył studia na Wydziale Ekonomii Uniwersytetu Warszawskiego, a w 2004 Wydziale Operatorskim i Realizacji Telewizyjnej PWSFTviT, w 2008 – na Wydziale Fotografii w Royal College of Art w Londynie, a później również na Wydziale Ekonomii Uniwersytetu Warszawskiego. Był wieloletnim działaczem Krytyki Politycznej i współpracownikiem Nowego Teatru w Warszawie.
W 2011 r. zrealizował projekt Widok Władzy będący serią fotograficznych przedstawień widoków z okien gabinetów najbardziej wpływowych ludzi w Warszawie, wsparty przez m. st. Warszawa. Jednym z trwałych rezultatów projektu była książka o tym samym tytule (ISBN 978-83-62418-11-4), wydana w 2011 roku przez Fundację Nowej Kultury Bęc Zmiana. Zawiera ona komentarz autora do projektu, a także teksty siedmiorga historyków, socjologów i krytyków sztuki: Macieja Gduli, Grzegorza Jankowicza, Marka Krajewskiego, Adama Mazura, Grzegorza Piątka, Marii Poprzęckiej i Jarosława Trybusia.
Brat artysty Wojciecha Pustoły.
Zmagał się z chorobą nowotworową, zmarł 14 października 2015. Został pochowany na Cmentarzu Wojskowym na Powązkach (kwatera B17-8-9).
W 2016 powołano Stypendium Pamięci Konrada Pustoły dla zdolnych fotografów.

## Wybrane wystawy[2]

### Indywidualne
- 2001: Ale Meksyk!, Muzeum Wychodźstwa Polskiego im. Ignacego Jana Paderewskiego, Warszawa;
- 2004: Siena, Instytut Włoski, Miesiąc Fotografii, Kraków;
- 2004: Warszawa, Lumo 04, Photographic Triennial, Jyväskylä, Finlandia;
- 2005: Warszawa, KULTURJAHR der ZEHN, Berlin, Niemcy;
- 2006: Autor, Galeria Okna, Centrum Sztuki Współczesnej Zamek Ujazdowski, Warszawa;
- 2009: Darkrooms, Centrum Sztuki Współczesnej Zamek Ujazdowski, Warszawa;
- 2010: Darkrooms, Bunkier Sztuki, Kraków;
- 2010: Niedokończone domy, La Fabrica, Barcelona, w ramach Festiwalu Europes;
- 2012: Biało-czerwoni, CSW Zamek Ujazdowski, Warszawa.

### Zbiorowe
- 2002: Powiększenie. Fotografia w czasach zgiełku, PKiN, Warszawa;
- 2007: Antyfotografie, Galeria Miejska Arsenał w Poznaniu, Biennale Fotografii, Poznań;
- 2009: Nieodkryte/niewypowiedziane, Nowy Teatr, Warszawa;
- 2009: Bloomberg New Contemporaries;
- 2011: ArtBoom Festival, Kraków;
- 2013: Widoki władzy. Gdańsk, Festiwal Alternativa, Gdańsk.